# 长戟叶蓼
长戟叶蓼（学名：Polygonum maackianum）是一种蓼科植物。这种植物分布于黑龙江、吉林、辽宁、内蒙古、河北、山东、安徽、江苏、浙江和台湾；朝鲜、俄罗斯的远东地区、日本也有。